# Polenta
Polenta er en tyk grød baseret på grov eller fin majs, der koges ind til en pasta i vand eller anden væske som fond og kan spises med  reven parmesanost.
Efter kogning kan den bages, steges eller grilles, hvilket man gerne gør med rester. Den serveres til kødretter i Piemonte og Lombardiet.
Polenta er et italiensk ord, der stammer fra det latinske ord for afskallet eller malet byg.